# محمد علوی (بازیکن فوتبال)
سید محمد علوی (۱۰ بهمن ۱۳۶۰ در خرمشهر) بازیکن سابق و مربی فوتبال اهل ایران است. وی در حال حاضر در فوتبال بحرین به مربی گری مشغول است.

## دوران باشگاهی
سید محمد علوی از جمله بازیکنان پرورش یافته در باشگاه فولاد خوزستان است؛ که در سال ۱۳۷۹ در خدمت باشگاه فولاد خوزستان درآمد. علوی همراه با تیم جوان فولاد در لیگ برتر ۸۴–۱۳۸۳ به مقام قهرمانی دست یافت. علوی تا زمانی که فولاد به لیگ آزادگان سقوط کرد در این تیم ماند و سپس به تیم پاس همدان پیوست. علوی در فصل ۱۳۸۸–۱۳۸۷ به تیم فوتبال پرسپولیس پیوست ولی به دلیل اختلافاتی که با افشین قطبی سرمربی وقت تیم پیدا کرد نتوانست در این تیم جایی را برای خود پیدا کند و تنها در چند بازی به زمین رفت. علوی دوباره در نیم‌فصل به‌طور قرضی به پاس همدان پیوست و پس از اتمام قرارداد خود با پرسپولیس قرارداد خود را با پاس برای بار دیگر ثبت کرد.
او سپس به فولاد خوزستان در لیگ برتر پیوست و یک سال در اهواز ماندگار شد که در همین برهه با مصدومیت پارگی رباط مواجه شد و به تیم‌های تبریزی رفت که سال ۱۳۹۰–۱۳۸۹ به گسترش فولاد تبریز و ماشین‌سازی تبریز پیوست در آغاز فصل ۱۳۹۲–۱۳۹۱ لیگ آزادگان مجدداً به همدان و تیم پاس این شهر بازگشت و بازوبند کاپیتانی این تیم را هم به بازو بست.

## تیم ملی
علوی ۲۲ بار پیراهن تیم ملی ایران را بر تن کرد که تمام آن در دوران حضور برانکو ایوانکوویچ بود. شاخص‌ترین بازی‌های او حضور ۳۵ دقیقه‌ای در دیدار دوستانه برابر تیم ملی آلمان در تهران در تاریخ ۱۸ مهر ۱۳۸۳ و مقابل تیم آ.اس. رم که نتیجه آن بازی ۵–۳ به نفع آ.اس. رم تمام شد حضور داشت. وی همچنین یکی از اعضای تیم ملی حاضر در جام ملت‌های آسیا ۲۰۰۴ در چین بود. علوی در دیدار نیمه‌نهایی برابر میزبان در ورزشگاه کارگران پکن زننده تک گل تیم ملی ایران با ضربه‌ای از پشت محوطه جریمه بود هر چند که ایران در پایان در ضربات پنالتی مغلوب شد و از رسیدن به فینال بازماند. در آن بازی علوی در نیمه دوم تعویض شد و پس از اعتراض نیمکت ایران به داوری در صحنه‌ای که علی کریمی در موقعیت تک به تک سرنگون شد به دلیل اعتراض از روی نیمکت اخراج شد. داور چهارم و اماراتی این دیدار بعد از مسابقه ادعا کرد که علوی به زبان عربی به داور لبنانی توهین کرده‌است. تیم ایران در پایان این تورنمنت به مقام سوم رسید.
علوی تا آخرین اردوی تیم ملی پیش از اعزام به جام جهانی ۲۰۰۶ آلمان در اردو حاضر بود ولی در لیست افراد اعزامی به جام جهانی جایی نداشت و پس از باز هم به تیم ملی دعوت شد ولی نتوانست بازهای رسمی انجام دهد.

## افتخارات
- صعود به جام جهانی ۲۰۰۶
- کسب مقام سوم جام ملت‌های آسیا ۲۰۰۴ در چین
- کسب مقام قهرمانی در مسابقات غرب آسیا ۲۰۰۴
- قهرمانی به همراه فولاد خوزستان در لیگ برتر ایران ۸۴–۱۳۸۳